# Pyttysaari (ö i Lappland)
Pyttysaari är en ö i Finland. Den ligger i vattendraget Simojoki och i kommunen Simo i den ekonomiska regionen  Kemi-Torneå  och landskapet Lappland, i den centrala delen av landet, 600 km norr om huvudstaden Helsingfors. Öns area är 1,7 hektar och dess största längd är 350 meter i nord-sydlig riktning.